# Vapor Gran (Terrassa)
El Vapor Gran, nom amb què és coneguda la fàbrica de La Auxiliar Tarrasense, és un antic edifici industrial del centre de Terrassa (Vallès Occidental) protegit com a bé cultural d'interès local, remodelat a començament del segle xxi.

## Descripció
El conjunt fabril del Vapor Gran ha patit una gran transformació i només se n'han conservat dues de les naus, pertanyents a l'edifici originari.

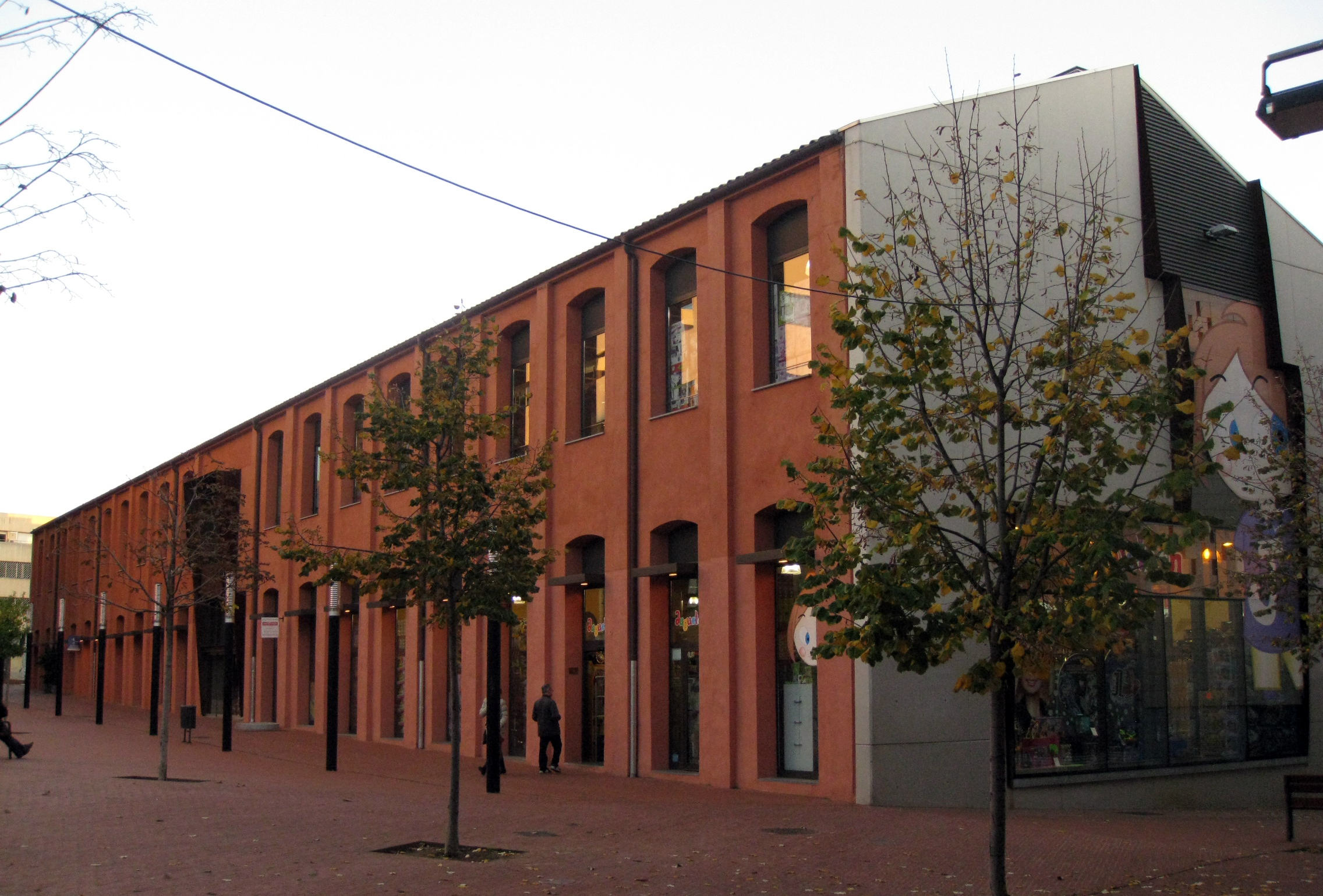
Una de les naus conservades, destinada a ús comercial

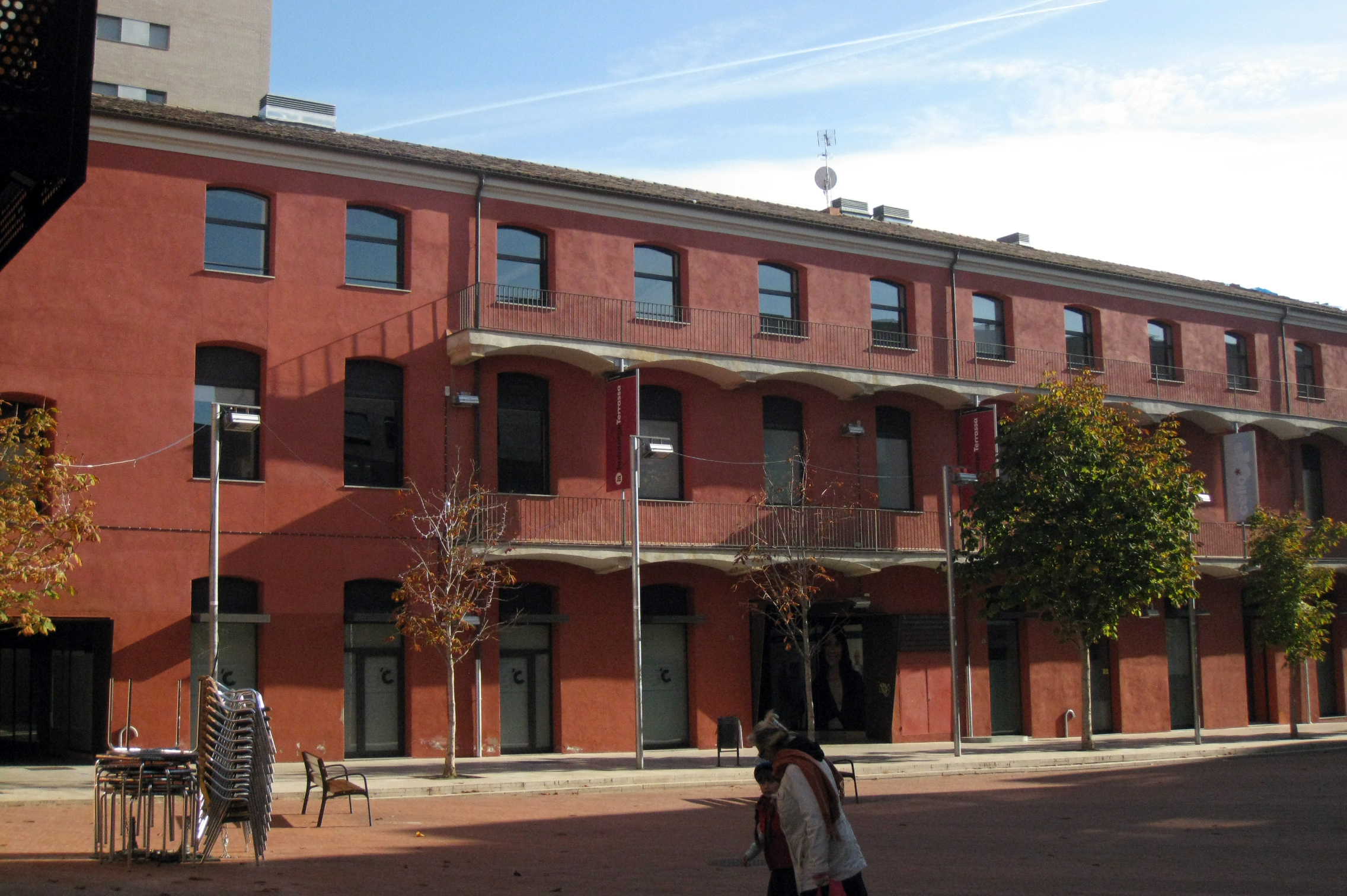
Antiga nau del vapor rehabilitada com a bloc d'habitatges

En destacava una nau edificada posteriorment i que donava al carrer del Portal Nou, obra de l'arquitecte Lluís Muncunill, que constava de planta baixa, al nivell del carrer, i de dos pisos, a la banda interior de la fàbrica. L'accés al primer pis es feia per una passarel·la elevada, amb dues escales simètriques als extrems. L'edifici era de maó, amb estructures metàl·liques de pilars de ferro i voltes amb tirants. Les cobertes eren de teula a dues aigües al cos més elevat, i de volta al de planta baixa. Les façanes presentaven grans obertures verticals, d'arc rebaixat. Aquesta nau fou enderrocada durant les obres de rehabilitació de l'antic complex industrial.
La tipologia de les dues naus conservades, enretirades uns 50 m al sud del carrer del Portal Nou en una plaça de nova construcció, és semblant a la descrita. La nau paral·lela al carrer, destinada a ús comercial, té dos pisos d'alçada, mentre que una altra de més gran i perpendicular a aquesta, de tres pisos, té ús residencial, amb dues passarel·les elevades per accedir als diferents habitatges.

## Història
El Vapor Gran va ser bastit l'any 1857 pel mestre d'obres Jacint Matalonga. Posteriorment, l'any 1901, s'hi van realitzar diverses obres de reforma i d'ampliació per part de Muncunill. D'aquest període és el cos de la nau amb façana al carrer del Portal Nou i el segon pis del cos interior.

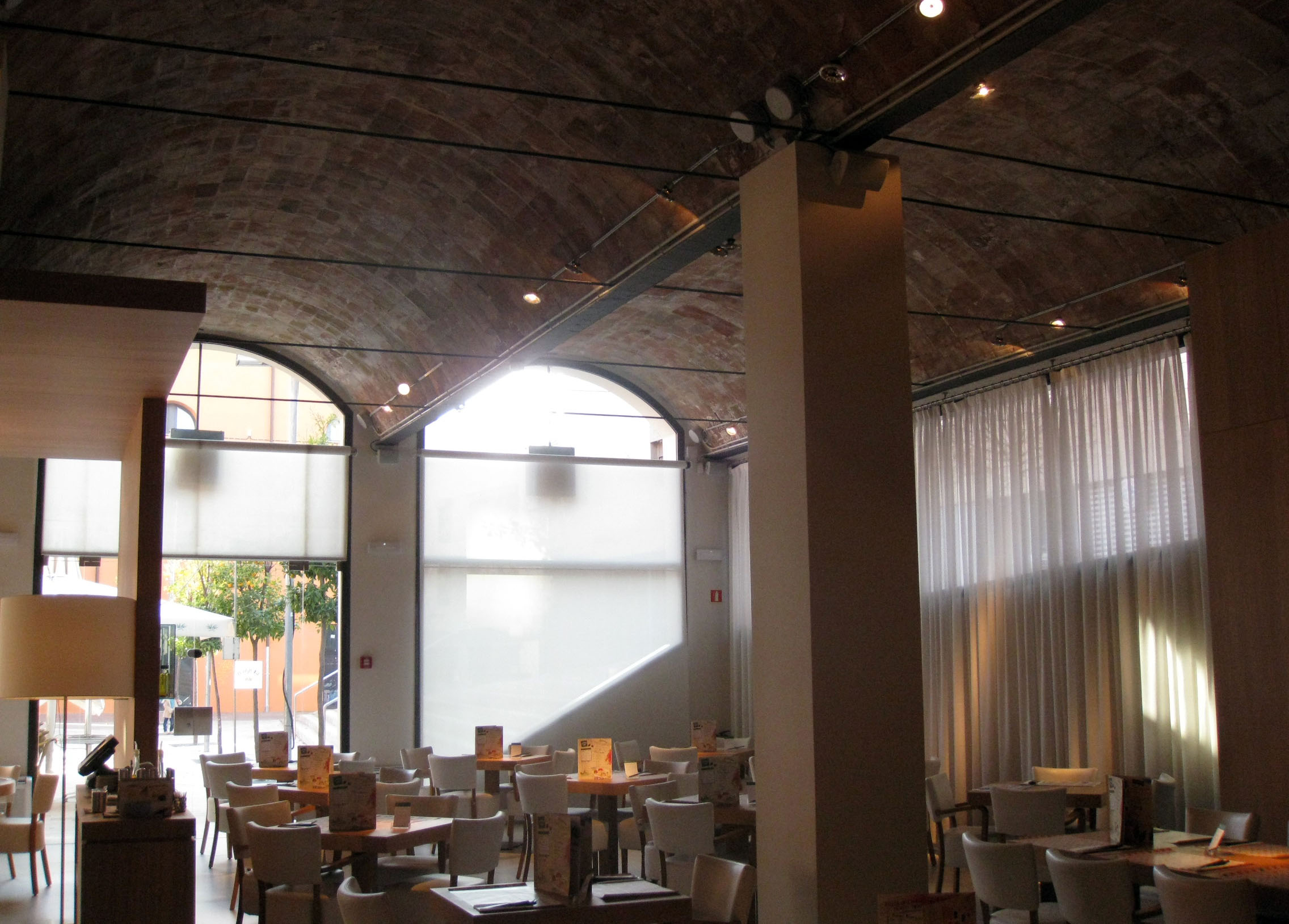
Interior d'una de les naus, actualment un restaurant

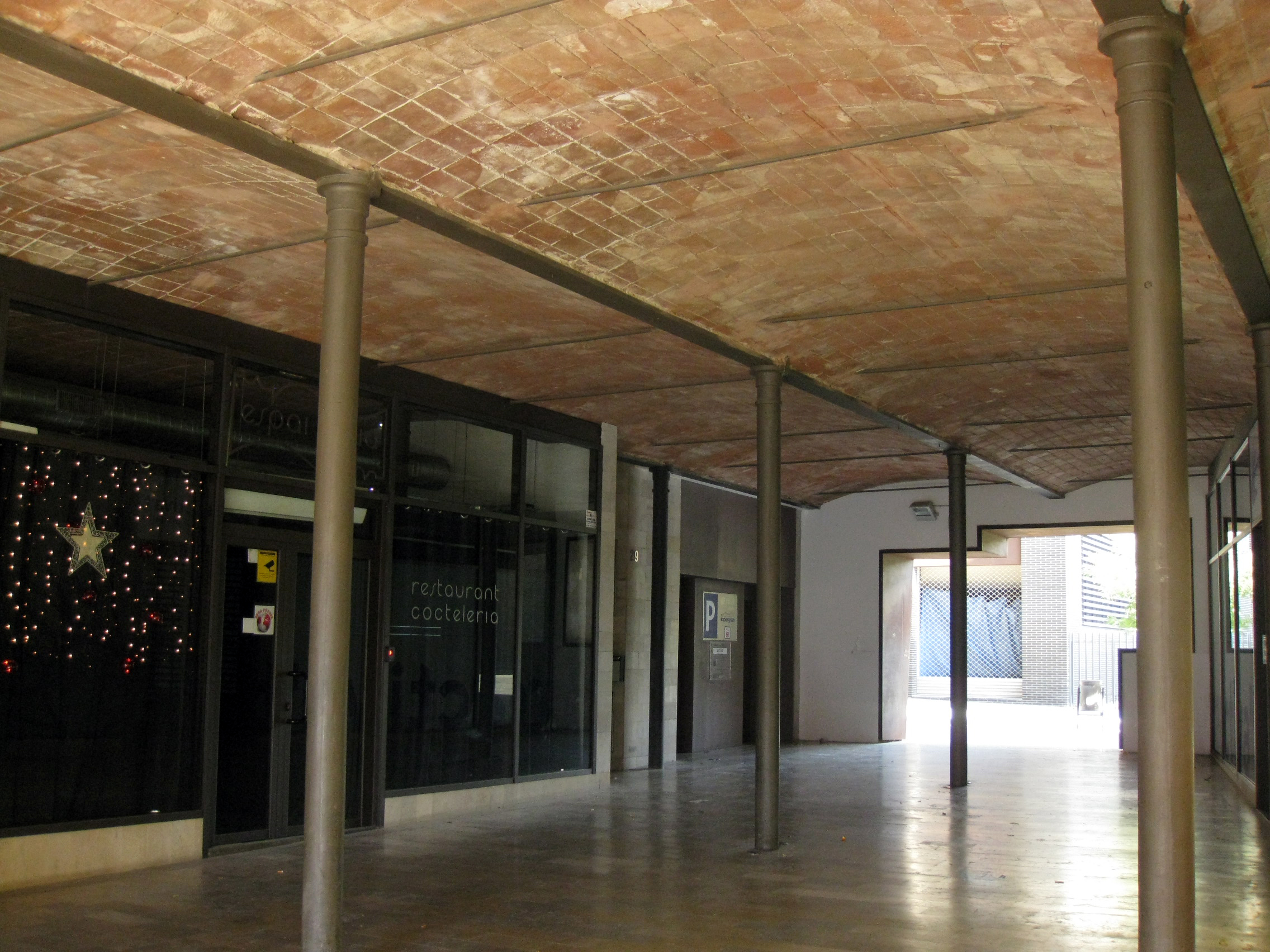
Locals comercials als baixos de la nau convertida en bloc d'habitatges, amb les voltes de maó aguantades per pilars de ferro

La gran fàbrica tèxtil, que ocupava els terrenys compresos entre els carrers del Portal Nou, de Baldrich i de Sant Genís, fou promoguda per Josep Oriol Maurí i Puig, que va morir sense veure el complex industrial acabat. Després de la seva mort, l'empresa passa a denominar-se Llàtzer Ullés i Cia. i s'inaugura el 1859, amb una màquina de vapor duta de Londres. El 1880 la indústria canvia el nom pel definitiu de La Auxiliar Tarrasense, si bé popularment era coneguda com el Vapor Gran. L'any 1903 s'hi va declarar un incendi de grans proporcions. A començament del segle xx, l'Auxiliar va adquirir una màquina de vapor de 600 cavalls de potència, construïda als tallers barcelonins de La Maquinista Terrestre i Marítima de Barcelona, que el 1912 es va substituir per motors elèctrics. La potència del Vapor Gran era de tal magnitud que per ell sol superava la suma del que subministraven els altres sis vapors de la ciutat fins en aquell moment.
Amb l'edifici sense activitat industrial i ocupat per petits tallers i negocis, a començament del segle XXI es va endegar un projecte de rehabilitació i enderroc del complex d'edificis signat per l'arquitecte Manuel de Solà-Morales. L'actuació al Vapor Gran era l'estrella del nou PGOU del 2003 i les obres per a l'adequació de l'espai es van allargar al llarg d'una dècada. A hores d'ara al solar de l'antic vapor i als terrenys industrials adjacents s'hi han rehabilitat dues de les antigues naus de la fàbrica i s'hi han construït una gran plaça de 7.300 m2 –la plaça Nova, inaugurada el 2004–, habitatges, un aparcament, locals comercials i de restauració, oficines i un hotel, que va obrir les portes el 2007 i les va tancar el 2012, el qual s'ha convertit actualment en una residència per a gent gran i centre de dia de la Fundació Vallparadís de la Mútua de Terrassa. Per rellançar tot aquest espai urbanístic que no acaba d'arrencar, el 2014 se'n va encarregar el projecte de dinamització a l'arquitecta Itziar González.